# Pianet

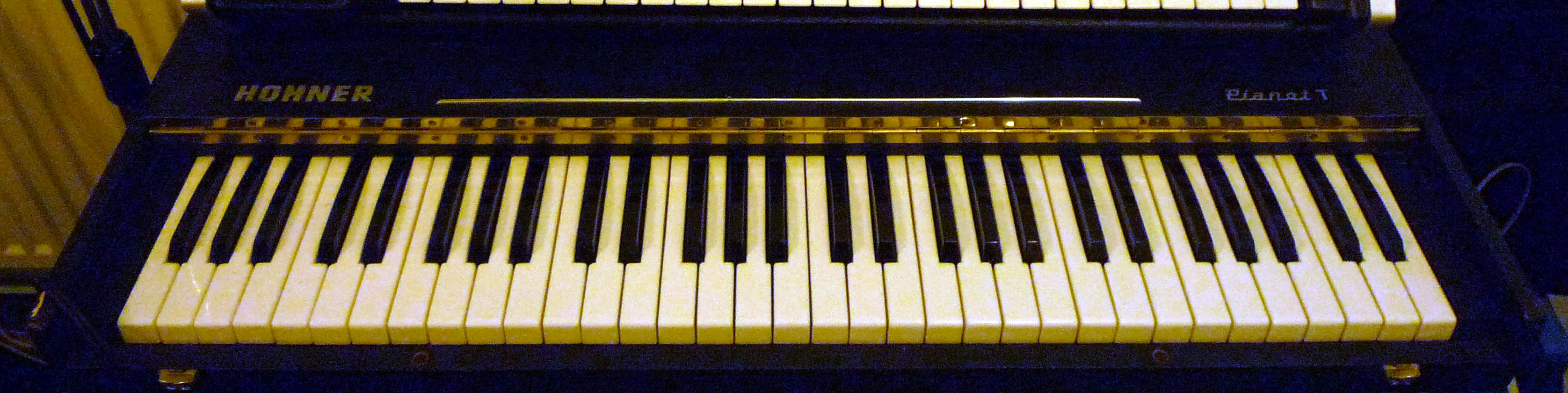
Hohner Pianet T

Das Pianet ist ein analoges, elektro-mechanisches Tasteninstrument mit 61, ab Modell T & M mit 60 Tasten und wurde wie das Clavinet von Hohner in Trossingen gebaut. 
Als sein Erfinder gilt Ernst Zacharias, der für Hohner auch das Cembalet (1958) und das Clavinet (1964) entwickelte. Der Klang des Pianet lässt sich zwischen dem glockenartigen Klang vom Fender Rhodes und dem eher leicht angezerrten Klang des Wurlitzer E-Piano EP200 einordnen.

## Tonerzeugung
Wie alle elektromechanischen Keyboards ist das Pianet voll polyphon. Der Ton wird von einer schwingenden Metall-Zunge (Reed) erzeugt. Die Tasten sind nach hinten durch einen Arm verlängert, an dem ein Gummikissen (Anheber) befestigt ist. Im Ruhezustand liegt der Anheber auf der Zunge und dämpft diese. Die Oberfläche des Anhebers ist mit einem speziellen Klebstoff versehen. Sobald man eine Taste anschlägt, wird der Arm samt Anheber nach oben bewegt, wobei die Klebwirkung die Zunge ein Stück mitzieht. Sobald sie sich vom Anheber löst, schwingt die Zunge frei. Zur Erzeugung des elektrischen Tonsignals kommen zwei Verfahren zum Einsatz:
Die ersten Pianet-Modelle waren mit kapazitiven Tonabnehmern ausgestattet. Die Tonzunge bildet hier zusammen mit einer Gegenelektrode einen mit Gleichspannung geladenen Kondensator, dessen Kapazität sich mit der Schwingung der Zunge ändert. Bei späteren Pianet-Modellen kamen elektromagnetische Tonabnehmer zum Einsatz. Hier sind die Tonzungen aufmagnetisiert und schwingen vor einer Spule, in welcher so eine Wechselspannung induziert wird. 
Bei beiden Abnahmeverfahren wird das elektrische Signal anschließend geeignet verstärkt und über Lautsprecher abgestrahlt. Verstärker und Lautsprecher sind bei einigen Pianet-Modellen im Instrument integriert.
Vorteile dieser Konstruktion:
- Ein Pianet ist recht leicht (um die 20 kg), wogegen andere E-Pianos mitunter wesentlich schwerer sind (ca. 70 kg bei einem Modell des Fender Rhodes).
- Die Tonerzeugung eine sehr gute Stimmstabilität, wenn das Instrument trocken gelagert wird und die Zungen nicht oxidieren

Nachteile dieser Konstruktion:
- Es existiert keine Möglichkeit der Dämpfungsaufhebung, d. h., sobald eine Taste losgelassen wird, hört die Note auf zu klingen, da der Anheber wieder auf der Zunge liegt und diese dämpft.
- Aufgrund der speziellen Art der Anregung der Zungen ist die Anschlagsdynamik um einiges geringer als bei anderen E-Pianos oder einem Klavier, bei denen ein Hammer die Zunge bzw. die Saite anschlägt.

## Versionen
Das Hohner Pianet wurde zwischen 1962 und 1982 gebaut. Es gibt verschiedene Versionen des Instrumentes:
- Pianet – Urmodell mit Röhren-Vorverstärker, noch ohne Zusatzbezeichnung. Es wird oft mit dem ähnlich aussehenden, aber etwas größeren Pianet C verwechselt.
- Pianet C
- Pianet CH
- Pianet L & LB
- Pianet N
- Pianet N Konsolenmodell
- Pianet N (Version II)
- Combo Pianet – ohne Deckel und Beine.
- Pianet M – Konsolenmodell mit elektro-magnetischer Tonerzeugung und oben aufgesetzter Lautsprecher / Verstärkereinheit.
- Pianet T – T für transportable/transportfähig; mit elektro-magnetischer Tonerzeugung, aber ohne Verstärker, nicht viel größer als ein E-Gitarrenkoffer, aufgeklappt konnten Teile des Deckels als Notenständer herhalten. Der weiche Klang lag zwischen Fender Rhodes und Wurlitzer 200.
- Hohner Clavinet/Pianet Duo, welches eine Kombination aus Clavinet und Pianet T ist; hier kann man entweder eins der beiden Instrumente spielen, oder auch stufenlos mischen.

Für das Pianet N bot Hohner als Zubehör eine am Instrumentboden befestigte, CA und CP genannte Lautsprecher / Verstärkereinheit („underbelly“) an.
Es gab drei unterschiedliche Ausführungen zuerst mit Röhrenverstärker, später mit Transistorbestückung.

## Verwendung
Folgende Musiker haben das Pianet benutzt:
- Beatles: The Night Before, You Like Me Too Much, Tell Me What You See,  I Am the Walrus
- The Guess Who: These Eyes
- Herman’s Hermits: I'm Into Something Good
- Led Zeppelin: Misty Mountain Hop
- The Zombies: She's Not There
- Tony Banks von Genesis: The Return Of The Giant Hogweed, Supper's Ready; zudem in den frühen 1970ern bei Live-Auftritten anstelle eines akustischen Pianos
- Rick van der Linden (Ekseption/Trace)